# 西尾知矢
西尾 知矢（にしお ともや、1984年9月14日-  ）は日本、大阪府羽曳野市出身のギタリスト、ギター講師、作曲家。
自身のオリジナル曲を発表する際は、親菜 瓜男（おやさい うりお）名義で活動している。
| スタブアイコン | サブスタブ | この項目は、まだ閲覧者の調べものの参照としては役立たない、音楽関係者（バンド等）に関連した書きかけの項目です。この項目を加筆・訂正などしてくださる協力者を求めています（P:音楽/PJ:芸能人）。 |